# Glande exocrine
Une glande exocrine est une glande qui sécrète des substances destinées à être expulsées de l'organisme dans le milieu extérieur, c'est-à-dire par exemple au niveau de la peau, du tube digestif ou des voies respiratoires. Les glandes exocrines délivrent leur sécrétion par l'intermédiaire d'un canal excréteur, cela les distingue des glandes endocrines qui libèrent directement leurs sécrétions dans la circulation sanguine au niveau des capillaires sanguins. Certaines glandes exocrines ont également un rôle de glande endocrine, elles sont dénommées glandes amphicrines.

## Classification

### Structure Anatomique
Trois types de glandes selon leur forme : 
- glande tubuleuse : avec canal collecteur : simple, droit, contourné, pelotonné…
- glande acineuse : en forme de grain de raisin (akinos : graine de raisin) toujours avec un canal excréteur, simple ou composé ;
- glande alvéolaire : de forme ronde avec une lumière plus grande que celle de la glande acineuse.

### Mode de sécrétion
Les glandes exocrines sont catégorisées à partir de leur produit et de leur mode de sécrétion : 
- les glandes mérocrines : la substance est enfermée dans les vésicules intracellulaires qui libéreront leur contenu par diffusion ou exocytose au moment de la sécrétion proprement dite. exemple : pancréas ;
- les glandes holocrines : la cellule entièrement chargée de substance se détache de l'épithélium et se désintègre au moment de la sécrétion. Exemple : glande sébacée ;
- les glandes apocrines : une partie de la cellule riche en sécrétion se fragmente et rejoint le canal excréteur. Exemple : glande mammaire.

Voir l'article épithélium.

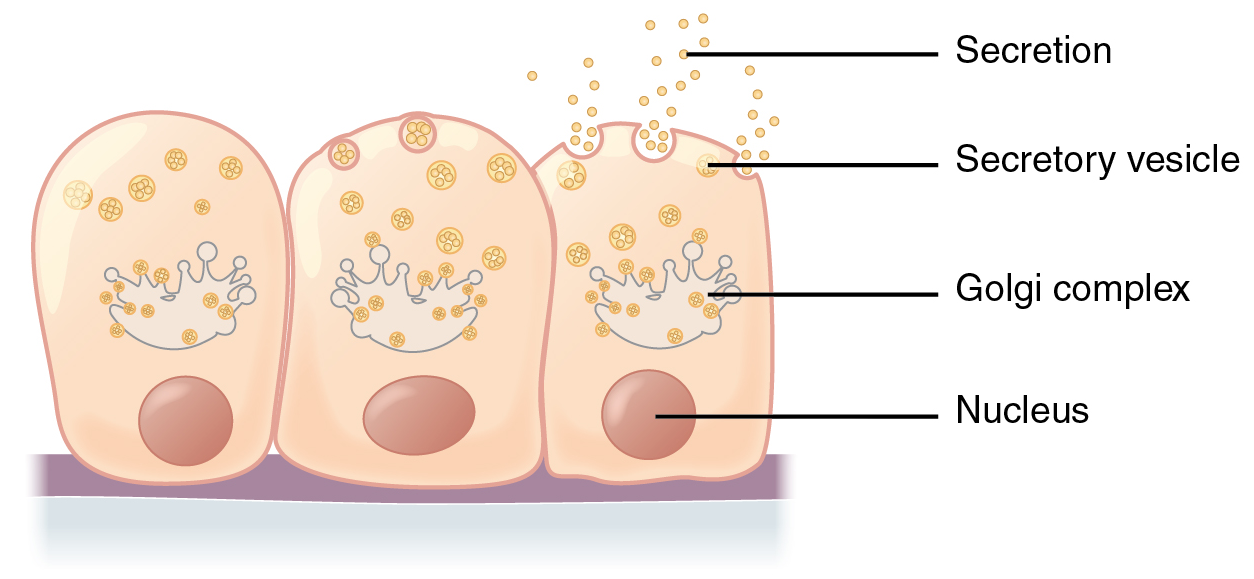
Sécrétion mérocrine
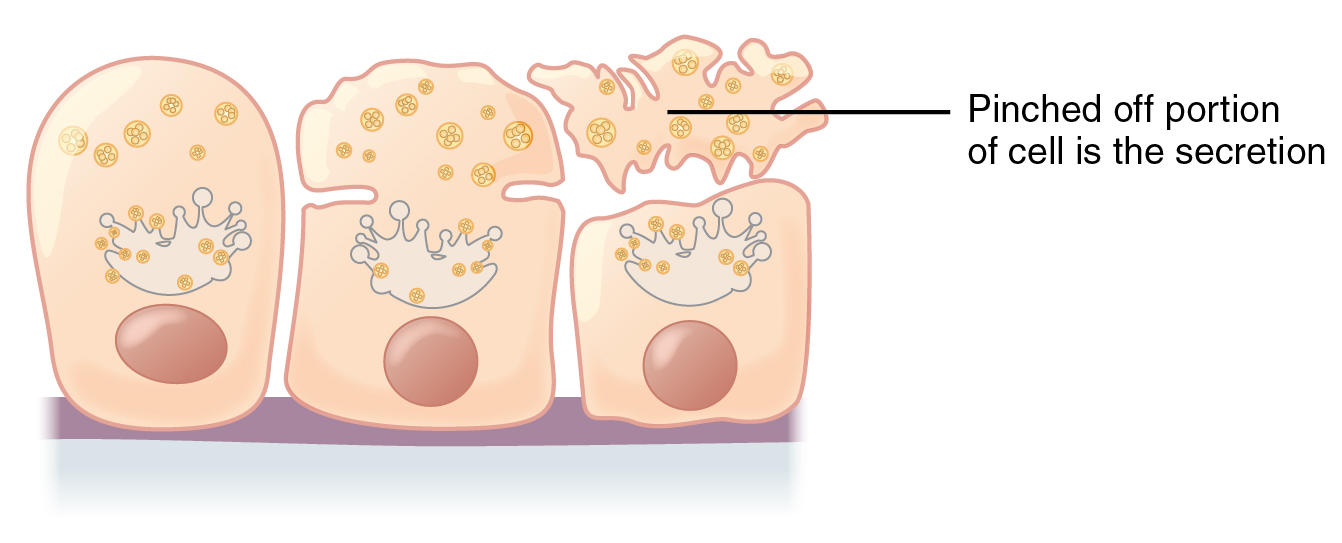
Sécrétion apocrine
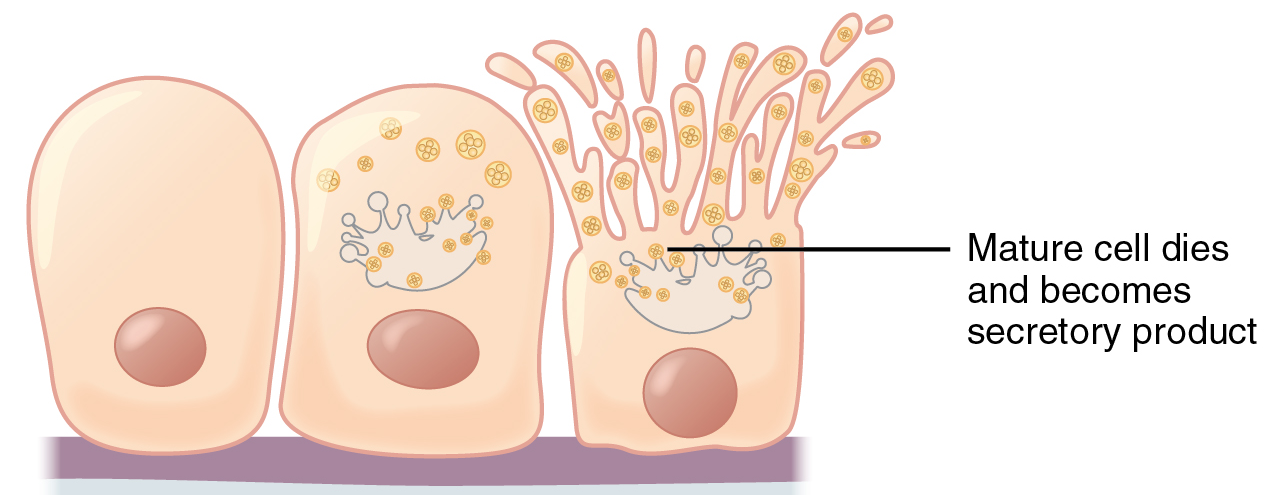
Sécrétion holocrine

## Exemples
- Les glandes sudoripares qui sécrètent la transpiration
- Les glandes salivaires qui sécrètent la salive
- Les glandes mammaires qui sécrètent le lait
- Les glandes sébacées qui sécrètent le sébum
- Les testicules sont des glandes amphicrines : la fonction endocrine étant assurée par les cellules de Leydig (production de testostérone) et la fonction exocrine par les cellules de Sertoli
- Le pancréas est une glande amphicrine[1] : c'est une glande exocrine élaborant le suc pancréatique déversé dans la lumière du tube digestif par des canaux excréteurs, il contient aussi des formations glandulaires endocrines (îlots de Langerhans) responsables de l'excrétion dans le sang circulant d'hormones comme l'insuline et le glucagon pour la régulation de la glycémie. On dit que c'est une glande mixte, une glande amphicrine hétérotypique.
- Le foie est une autre glande amphicrine ; les fonctions endo- et exocrines sont réunies dans la même cellule : c'est une glande amphicrine homotypique.
- Diverses glandes du tube digestif.
- Les glandes de Skene et les glandes de Bartholin dans la région vulvaire.